# Bestiolina inermis
Bestiolina inermis is een eenoogkreeftjessoort uit de familie van de Paracalanidae. De wetenschappelijke naam van de soort is voor het eerst geldig gepubliceerd in 1912 door Sewell.